# NGC 5022
NGC 5022 је спирална галаксија у сазвежђу Девица која се налази на NGC листи објеката дубоког неба.
Деклинација објекта је - 19° 32' 51" а ректасцензија 13h 13m 30,7s. Привидна величина (магнитуда) објекта NGC 5022 износи 12,9 а фотографска магнитуда 13,7. Налази се на удаљености од 37,642 милиона парсека од Сунца. NGC 5022 је још познат и под ознакама MCG -3-34-21, ESO 576-14, FGC 1581, PGC 45952, IRAS 13108-1917, PGC 45953.